# 西陵长江大桥

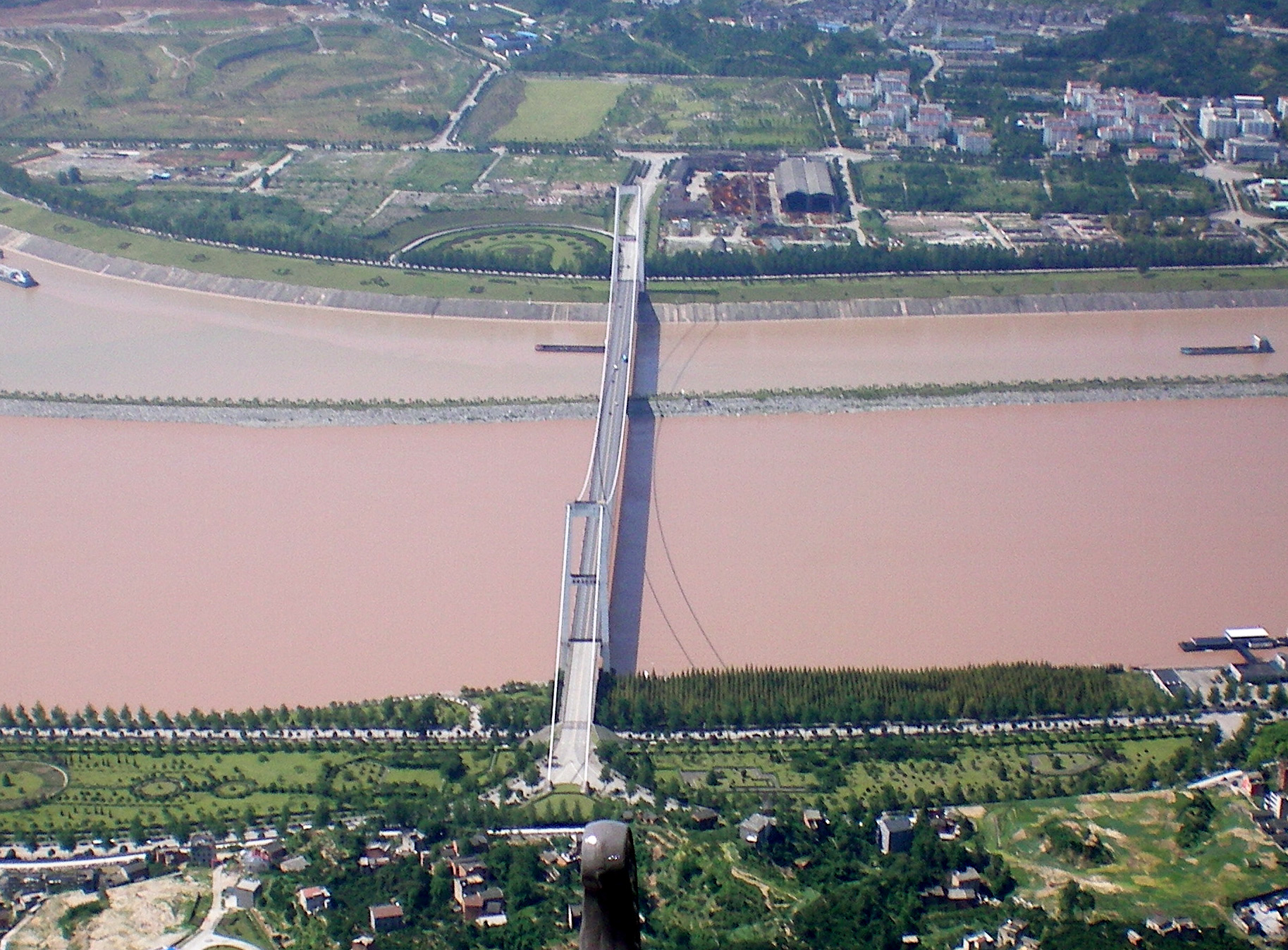
西陵长江大桥鸟瞰

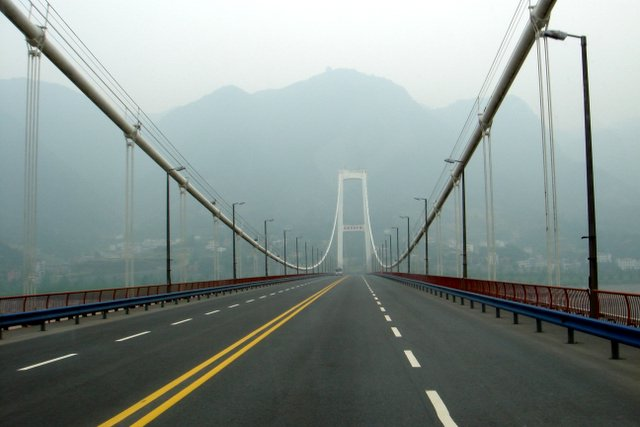
西陵长江大桥桥面，2006年

西陵长江大桥是一座位于中国湖北省宜昌市夷陵区三峡坝区境内的公路悬索桥。位置处于三峡大坝中轴线下游4.5km，宜昌市区上游50km处。是长江上的第一座悬索桥。大桥全长1118.66米，桥面净宽18米（双向4车道宽15m,两侧各设宽1.5m的人行道），全宽21m。单跨900米，桥身可载重290吨。桥两端白色主塔塔顶高程187.5米，比三峡大坝高出2.5米。该桥由中铁大桥局设计施工，于1993年12月开工，1996年8月10日竣工通车。是连接三峡坝区左右岸的主要通道。1997年西陵长江大桥获铁道部优质工程一等奖；1998年获中国建筑工程鲁班奖。